# Grafensundern
Der Grafensundern ist mit einer Höhe von 314,9 m ü. NHN nach dem Dörenberg (331,2 m) der zweithöchste Berg im Iburger Wald, einem Ausläufer des Teutoburger Waldes. Er gehört zur Gemeinde Hagen am Teutoburger Wald im niedersächsischen Landkreis Osnabrück.
Das charakteristische Gestein im Iburger Wald ist der Osning-Sandstein, benannt nach dem „Osning“, einer früheren Bezeichnung des Teutoburger Waldes. Auf der Kuppe steht der Fernmeldeturm Grafensundern.

## Geographie

### Lage
Der Grafensundern erhebt sich im Iburger Wald und im Natur- und Geopark TERRA.vita. Sein Gipfel liegt 3 km nordwestlich von Bad Iburg. Im Nordwesten grenzt die Erhebung an den Baumannsknollen (245 m). Nach Südosten leitet die Landschaft über einen Bergkamm zum Dörenberg über. Im Süden erhebt sich jenseits des Sunderbachs, einem Quellbach des Glaner Bachs, der Urberg (218,1 m). Entlang der historischen Abgrenzung des Grafensundern verlaufen heute die Grenzen zur Stadt Georgsmarienhütte (Stadtteil Oesede) an der nördlichen Seite und zur Stadt Bad Iburg an der südlichen und östlichen Seite. Am Karlsplatz zwischen Grafensundern und Dörenberg treffen am Schnatgangstein alle drei Ortsgrenzen aufeinander.
Auf dem Grafensundern liegen Teile des Landschaftsschutzgebiets Teutoburger Wald (CDDA-Nr. 329212; 2004 ausgewiesen; 113,699 km²).

### Naturräumliche Zuordnung
Der Grafensundern gehört in der naturräumlichen Haupteinheitengruppe Unteres Weserbergland (Nr. 53), in der Haupteinheit Osnabrücker Osning (534) und in der Untereinheit Ohrbecker Höhen (534.0) zum Naturraum Dörenberg (534.01).

## Geschichte
Nicht wenige Iburger Waldgebiete können anhand verschiedener Grenzmarkierungen früheren Eigentümern zugeordnet werden. Der bisher älteste, bei Bad Iburg gefundene Grenzstein stammt aus dem Jahr 1732. Die meist aus Sandstein hergestellten Grenzsteine geben Aufschluss über die Besitzverhältnisse. Es sind der Besitz der Fürstbischöfe, Klosterbesitz und Privatbesitz zu unterscheiden. Zusätzlich wurden zur Markierung auch Grenzwälle errichtet. Der Grafensundern gehörte den Iburger Fürstbischöfen. Das Gebiet endet in westlicher Richtung an der Straße Achter de Welt.

## Fernmeldeturm Grafensundern
Auf dem Grafensundern steht der Fernmeldeturm Grafensundern. Der Turm ist eine um 1965 erbaute und etwa 60 m hohe Stahlfachwerkkonstruktion. Er dient der Ausstrahlung von Digital Audio Broadcasting, Mobil- und Richtfunk sowie dem Amateurfunkdienst.

## Heiligenhäuschen

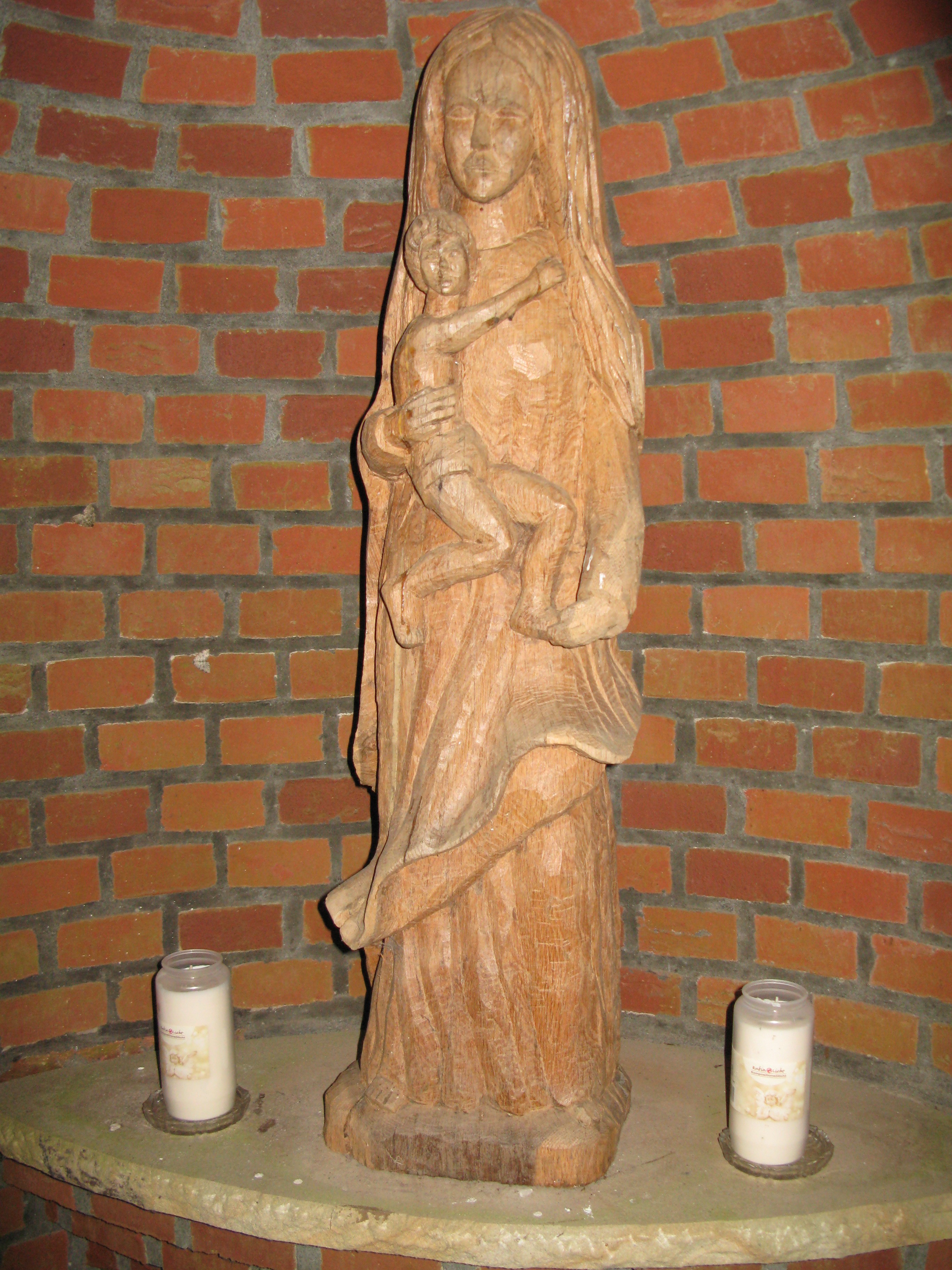
Heiligenhäuschen: Marienfigur

Wenige Meter nördlich der Landesstraße 96 befindet sich nahe dem Anfang der über den Südhang des Grafensundern führenden Karussellstraße ein Heiligenhäuschen (⊙). Es handelt sich um einen halboffenen etwa 2,5 m hohen Backsteinbau. Auf einem Podest steht die aus Holz geschnitzte Marienfigur.

## Verkehr und Wandern
Südlich des Grafensundern verläuft im Tal des Sunderbachs die Landesstraße 96, die im Südosten in Bad Iburg von der Bundesstraße 51 abzweigt und nach Hagen im Nordwesten führt. Von der L 96 zweigt südsüdwestlich der Erhebung die Karussellstraße ab, die als asphaltierte Zufahrtsstraße bis zum militärischen Funkturm des Dörenbergs führt. Vom Karlsplatz, der auf dem zwischen beiden Bergen befindlichen Kamm liegt, zweigt von dieser Zufahrtsstraße der Kammweg zum Grafensundern ab. Darüber hinaus ist die Erhebung durch mehrere Wanderwege erschlossen, unter anderem über den Hermann-Wesseler-Weg und Grafensundernweg.